# Amphisbaena leeseri
Amphisbaena leeseri este o specie de reptile din genul Amphisbaena, familia Amphisbaenidae, ordinul Squamata, descrisă de Gans 1964. Conform Catalogue of Life specia Amphisbaena leeseri nu are subspecii cunoscute.